# Barbara Acklin
Barbara Jean Acklin (Oakland, 28 de fevereiro de 1943 — Omaha, 27 de novembro de 1998) foi uma cantora estadunidense. Seu maior sucesso como cantora foi "Love Makes a Woman", em 1968. Como compositora, ela é mais conhecida por co-escrever "Have You Seen Her" (1971) com Eugene Record, vocalista do grupo The Chi-Lites.
Havia começado a gravar um novo álbum em 1998, quando ficou doente e morreu de pneumonia, com 55 anos.